# 시미즈 카즈키
시미즈 카즈키 (清水 一希, 1990년 4월 24일 - )는 일본의 배우, NAKED BOYZ의 오리지널 프로젝트 멤버이다. 신장173cm, 혈액형은 B형, 플립 업 사무소 소속이다.
2011년, 《해적전대 고카이저》에서 "돈 도고이어 (통칭 "박사")/고카이 그린" 역으로 TV드라마 첫 출연을 장식한다.

## 출연작

### 드라마
- 해적전대 고카이저 (2011년 2월 - 2012년 2월, TV 아사히) 돈 도고이어/고카이 그린 (목소리) 역
- ATARU 제5화 (2012년 5월 13일, TBS) 카마다 역
- 숨도 쉴 수 없는 여름 (2012년 7월 - 9월, 후지 TV) 니시카와 쥰 역
- 지옥 선생 누~베~ ( 2014년 5월 -7월 , 닛폰TV) 야마구치 아키라/진타 역
- 동물전대 쥬오우저 ( 2016년 9월 4일 ~ 9월 11일 ) 돈 도고이어/고카이 그린 (목소리) 역

### 영화
- 고쿠센 더 무비 (2009년)
- 천장전대 고세이저 vs. 신켄저: 에픽 온 은막 (2011년) 고카이 그린 (목소리) 역
- 고카이저 고세이저 슈퍼 전대 199 히어로 대결전 (2011년) 돈 도고이어/고카이 그린 (목소리) 역
- 해적전대 고카이저 THE MOVIE: 하늘을 나는 유령선 (2011년) 돈 도고이어/고카이 그린 (목소리) 역
- 해적 전대 고카이저 VS 우주 형사 개반 THE MOVIE (2012년) 돈 도고이어/고카이 그린 (목소리) 역
- 가면 라이더×슈퍼 전대 슈퍼 영웅 대전 (2012년) 돈 도고이어/고카이 그린 (목소리), 가면 라이더 X (목소리) 역

### 무대
- KEIKI~나츠메 소세키 추리 번호부 (2008년)[3]
- 금색의 코르다 스텔라 뮤지컬 (2010년)